# Fabiano Leismann
Fabiano Leismann, mais conhecido como Fabiano (São João do Oeste, 18 de novembro de 1991), é um futebolista brasileiro que atua como lateral-direito e zagueiro. Atualmente joga pelo Aris.

## Carreira

### Início
Fabiano começou sua carreira atuando em pequenas equipes da sua região. Depois, participou do projeto "Genoma Colorado", do Internacional, em Itapiranga, perto de São João do Oeste. Após se destacar, foi indicado para a base do São Luiz, em Ijuí.

### São Luiz-RS
Chegou ao São Luiz em 2008, como zagueiro. Após duas temporadas pela equipe gaúcha, treinando entre juvenis e juniores, acabou sendo negociado depois com a Chapecoense.

### Chapecoense
Ainda atuando como zagueiro, chegou ao Furacão do Oeste em 2009. Ganhou suas primeiras oportunidades na Chapecoense com o treinador Mauro Ovelha. O ano seguinte serviu como afirmação. Foi o artilheiro do time, apesar de defensor, e revelação do Campeonato Catarinense de 2012. Graças ao seu grande poderio ofensivo, o treinador Gilmar Dal Pozzo resolveu testá-lo como lateral-direito e dali não saiu mais.

### Cruzeiro
Em dezembro de 2014, o Cruzeiro contratou o jogador por 3,6 milhões de reais, em um contrato de 5 temporadas.
Marcou seu primeiro gol em 20 de setembro de 2015, contra a Chapecoense, seu ex-clube.

### Palmeiras
Em maio de 2016, foi emprestado ao Palmeiras com um contrato que se estende até o final do mesmo ano. Fez sua estreia em junho, diante de seu ex-clube Cruzeiro, em partida válida pelo Campeonato Brasileiro de 2016, numa derrota por 2–1.
Revelado por São Luiz-RS e Chapecoense-SC, clubes nos quais jogou como juvenil, Fabiano se profissionalizou em 2011 no time catarinense. Versátil (atua tanto como lateral-direito quanto zagueiro), o atleta ganhou destaque no Brasileiro de 2014 por seu desempenho defensivo e ofensivo, aparecendo sobretudo nas bolas aéreas.
Em 2015, transferiu-se para o Cruzeiro, à época bicampeão brasileiro. Em Minas Gerais, disputou 29 partidas oficiais, marcou um gol e deu quatro assistências.
Em 2016, foi, por indicação do técnico Cuca, envolvido em uma negociação com a equipe celeste. Além do jogo aéreo, Fabiano tem como características também o vigor físico e a consciência tática.
Em novembro do mesmo ano, na penúltima rodada do campeonato, marcou o único gol da vitória Palmeirense por 1–0 contra a Chapecoense, seu ex-clube. O resultado deu o nono título brasileiro ao clube paulista.
No dia 11 de janeiro de 2017, o Palmeiras anunciou a aquisição do jogador em definitivo, pagando ao Cruzeiro uma quantia não revelada por 40% de seus direitos econômicos.
Na Libertadores de 2017, num jogo épico contra o Peñarol em São Paulo, Fabiano faz o terceiro gol aos 55 minutos do segundo tempo deixando o placar em 3 a 2 para o Palmeiras, ele subiu mais que a defesa em uma cobrança de escanteio e cabeceou a bola que ainda bateu na trave antes de entrar.
Fora dos planos do Palmeiras, Fabiano foi emprestado ao Internacional até o fim de 2018. O jogador chegou pra disputar posição com outros dois recém-contratados, Dudu e Ruan.
Fabiano voltou ao Palmeiras em 2019, mas atuou em apenas uma partida no ano, em um amistoso contra o Guarani, sendo assim, foi emprestado na metade do ano para o clube português Boavista por um ano.

### Denizlispor
Em setembro de 2020, rescindiu seu contrato com o Palmeiras e acertou com o clube turco Denizlispor por duas temporadas.

## Vida pessoal
Natural de São João do Oeste, cidade catarinense de colonização alemã onde 93% da população fala alemão, e pelo menos 97,5% entende a língua teutônica. O próprio Fabiano é fluente na língua de Goethe, e diz que, quando está na terra natal, nem fala em português.
| “ | A região em que eu morava é distante e pouco conhecida. Lá, é difícil alguém conversar em português. É muito difícil até pra mim falar com a minha família e meus amigos em português. A gente só fala em alemão, mesmo. | ” |

## Títulos
Chapecoense
- Campeonato Catarinense: 2011

Palmeiras
- Campeonato Brasileiro: 2016

### Prêmios individuais
- Revelação do Campeonato Catarinense: 2012
- Segundo melhor zagueiro do Campeonato Catarinense pelo Top da Bola: 2012
- Terceiro melhor lateral direito do Campeonato Catarinense pelo Top da Bola: 2014